# Hugo Bürgel

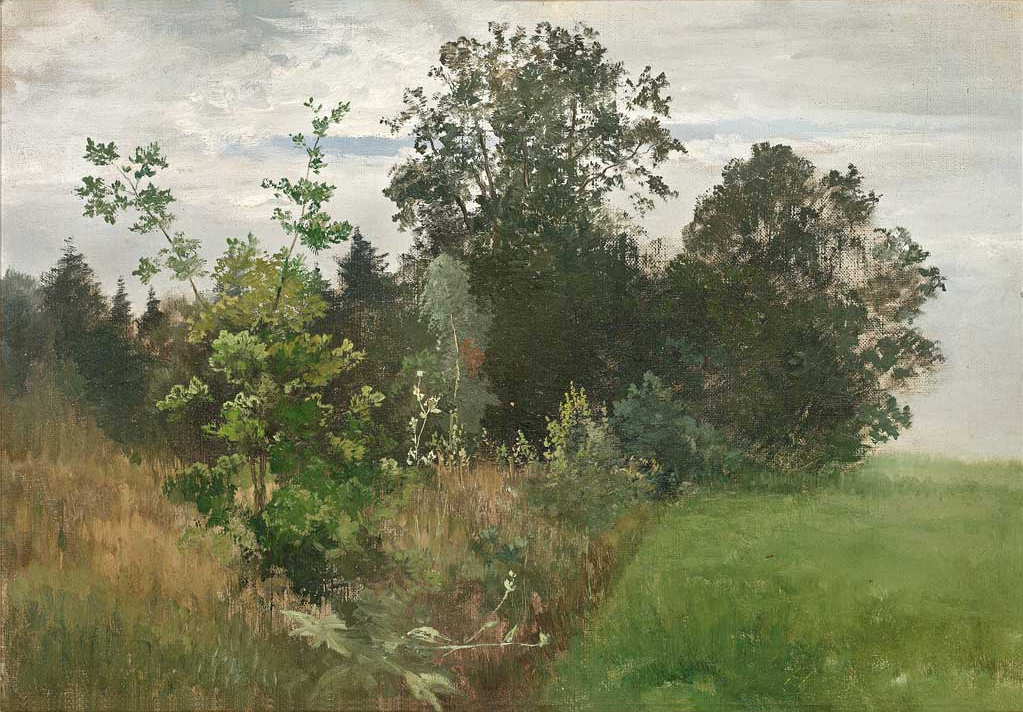
Sommerliche Landschaft

Hugo Bürgel (* 14. April 1853 in Landshut; † 3. Juli 1903 in  München) war ein deutscher Landschaftsmaler.
Hugo Bürgel, Sohn eines Oberpostinspektors, verbrachte seine Jugend in Landshut und Regensburg. Danach begann er eine militärische Laufbahn im 2. bayerischen Infanterieregiment „Kronprinz“ in Laufen.
Aus gesundheitlichen Gründen wurde er vom Militärdienst beurlaubt und 1885 Schüler des Münchner Landschaftsmalers Fink. Nach einem Aufenthalt im Luftkurort Lenggries quittierte er im März 1887 den Militärdienst und widmete sich der Landschaftsmalerei. Er besuchte die Landschaftsmalschule von Adolf Heinrich Lier in München. Bürgel unternahm Studienreisen nach Dachau, Freising und Rügen.
1886 wurde er Mitglied im Münchner Kunstverein, 1887 Mitglied und 1896 Vorsitzender der Münchner Künstlergenossenschaft. Er zeigte seine Werke im Münchner Glaspalast und im Kunstverein. Er war 1892 Mitbegründer sowie erster Vorsitzender der „Luitpold-Gruppe“, einer Abspaltung der Künstlergenossenschaft. 1898 erhielt er den Titel eines Königlichen Professors.
Hugo Bürgel war der Vater des Linguisten Dr. Heinrich Bürgel (1878–1931), der als Photograph in Schweden unter dem Namen Henry B. Goodwin bekannt wurde.